# Ciclisme als Jocs Olímpics d'estiu de 1896 - Velocitat homes

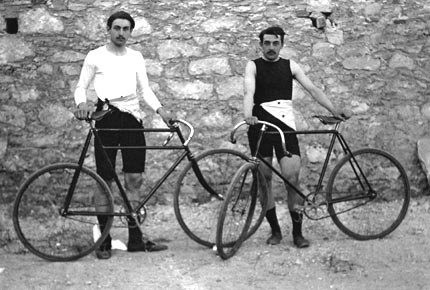
Paul Masson, esquerra, amb Léon Flameng. Masson guanyà la medalla d'or de la cursa de velocitat dels primers Jocs Olímpics

La cursa de velocitat masculina fou una de les proves de ciclisme en pista que es disputà als Jocs Olímpics de 1896. La cursa es diputà l'11 d'abril sobre un recorregut de 333m, una volta a la pista i el vencedor fou el francès Paul Masson, mentre que a la segona posició es produí un empat que calgué resoldre amb una cursa de desempat, que fou favorable al grec Stamatis Nikolópulos. Adolf Schmal fou tercer.

## Medallistes
| Or          | Plata                | Bronze       |
| Paul Masson | Stamatis Nikolópulos | Adolf Schmal |

## Resultats
| Posició | Ciclista             | Temps |
| ------- | -------------------- | ----- |
| Or      | Paul Masson          | 24,0" |
| 2       | Stamatis Nikolópulos | 26,0" |
| 2       | Adolf Schmal         | 26,0" |
| 4       | Edward Battel        | 26,2" |
| 5       | Frank Keeping        | 27,0" |
| 5       | Theodor Leupold      | 27,0" |
| 5       | Léon Flameng         | 27,0" |
| 8       | Joseph Rosemeyer     | 27,2" |

### Cursa per la segona posició
| Posició | Ciclista             | Temps |
| ------- | -------------------- | ----- |
| Argent  | Stamatis Nikolópulos | 25,4" |
| Bronze  | Adolf Schmal         | 26,6" |